# パブぽけ
『パブぽけ』は、北日本放送（KNBテレビ）で2010年10月2日まで放送されていた情報番組である。後番組は『いち☆スタ』。

## 概要
- お知らせ情報などを伝える情報番組である。

## 出演者

### 司会者
- 上野透
- 松平寛未

## 放送時間
- 土曜日 9:45 - 9:55

## 関連番組
- ラブぽけ
- いち☆スタ
- ゼロいち

| スタブアイコン | サブスタブ | この項目は、まだ閲覧者の調べものの参照としては役立たない、テレビ番組に関連した書きかけの項目です。この項目を加筆・訂正などしてくださる協力者を求めています（P:テレビ/PJ:放送または配信の番組）。 |